# Onsu (métro de Séoul)
Onsu (hangeul : 온수 ; hanja : 溫水) est une station de correspondance entre la ligne 1 et la ligne 7 du métro de Séoul. Elle est située au 872 Buil-ro, dans le quartier Onsu-dong, de l'arrondissement de Guro-gu de la ville de Séoul en Corée du Sud.
Ouverte en 1988, elle devient une station de correspondance en 2000. La station est desservie par les rames de services omnibus et express de la ligne 1 et les rames du service omnibus de la ligne 7.

## Situation sur le réseau

Plan du réseau (2023)

La station Onsu est une station de correspondance entre la ligne 1 et la ligne 7 du métro de Séoul :
sur la ligne 1, établie en surface, Onsuest une station de passage située entre la station Oryu-dong, en direction du terminus nord Yeoncheon, et la station Yeokgok en direction du terminus sud-ouest Inchéon ;
sur la ligne 7, établie en souterrain Onsu est une station de passage située entre la station Cheonwang, en direction du terminus nord Jangam, et la station Kkachiul, en direction du terminus ouest Seongnam.

## Histoire
La station Onsu est mise en service le 16 janvier 1988,, sur la section dite ligne Gyeongin (ko) de la ligne 1 du métro de Séoul, lors de l'achèvement de son bâtiment.
Elle devient une station de correspondance le 29 février 2000, lors de l'ouverture à l'exploitation des 9,2 km de la ligne 7 du métro de Séoul, entre Onsu et Sinpung,.

## Services aux voyageurs

### Accès et accueil
Située au 872 Buil-ro, dans le quartier Onsu-dong, la station dispose de huit bouches, numérotées de 1 à 8.

### Desserte

#### Station ligne 1
Onsu, ligne 1, est desservie par les rames des services omnibus et express de la ligne.

Installations
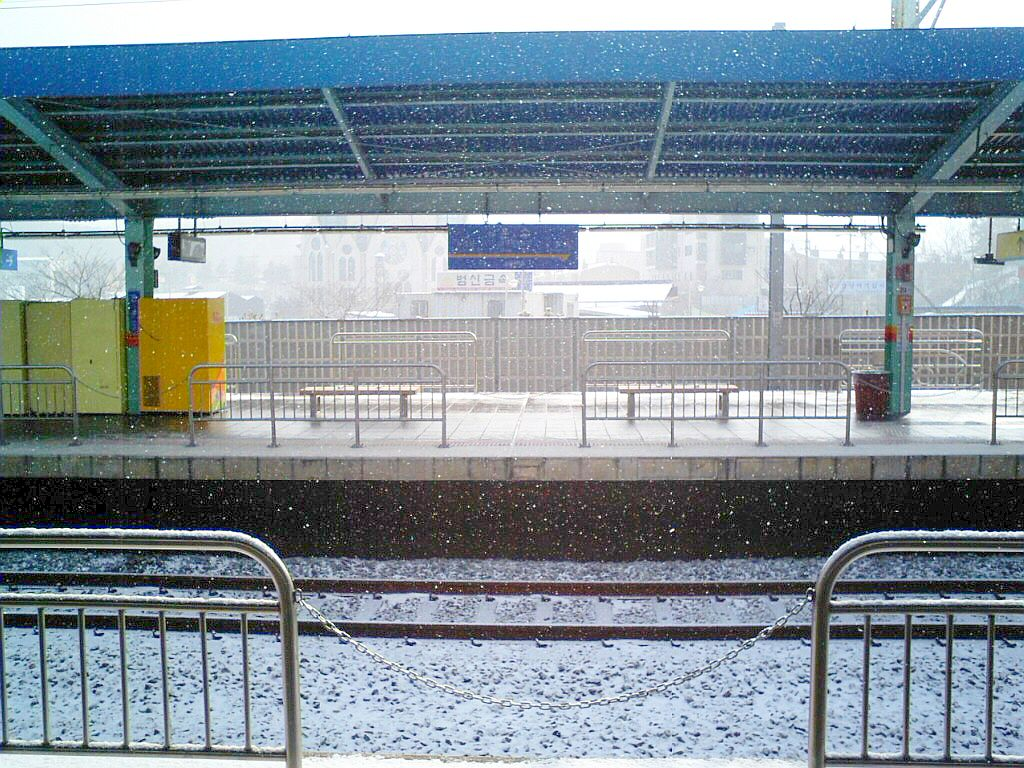
En 2008.
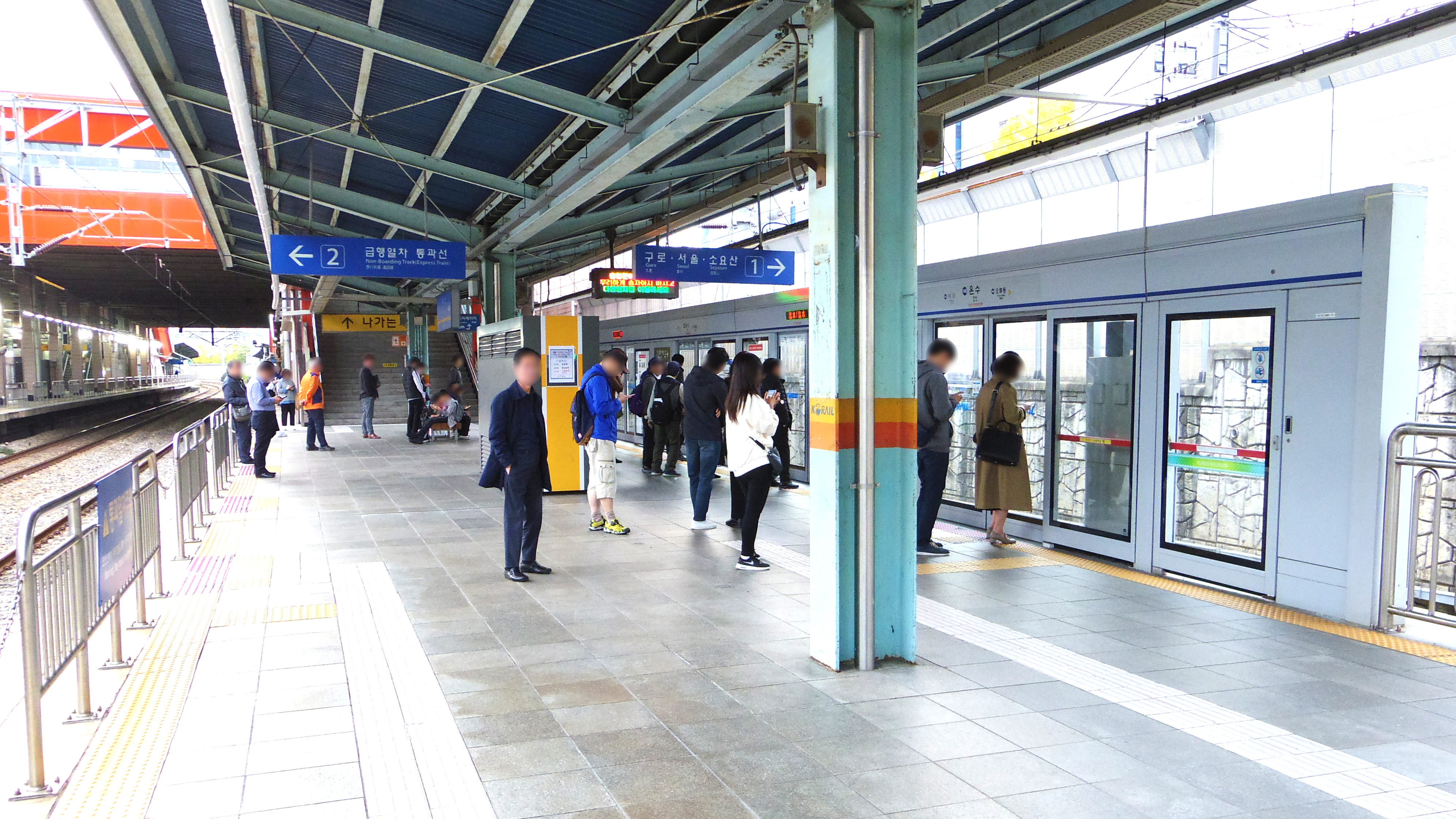
En 2019.

#### Station ligne 7
Dobongsan, ligne 7, est desservie par les rames du service omnibus de la ligneref name="StationOfficielle"/>.

Installations
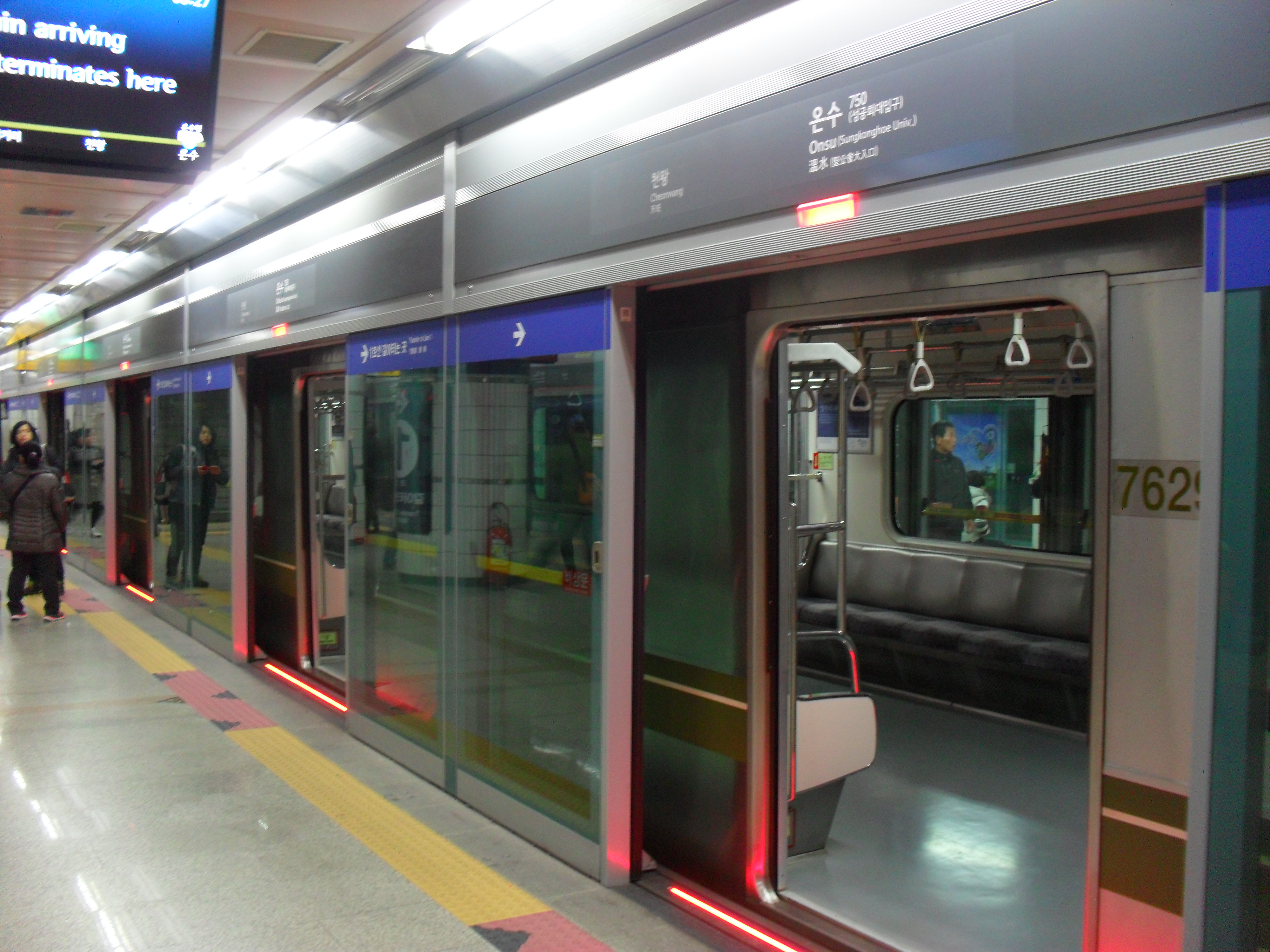
En 2012.
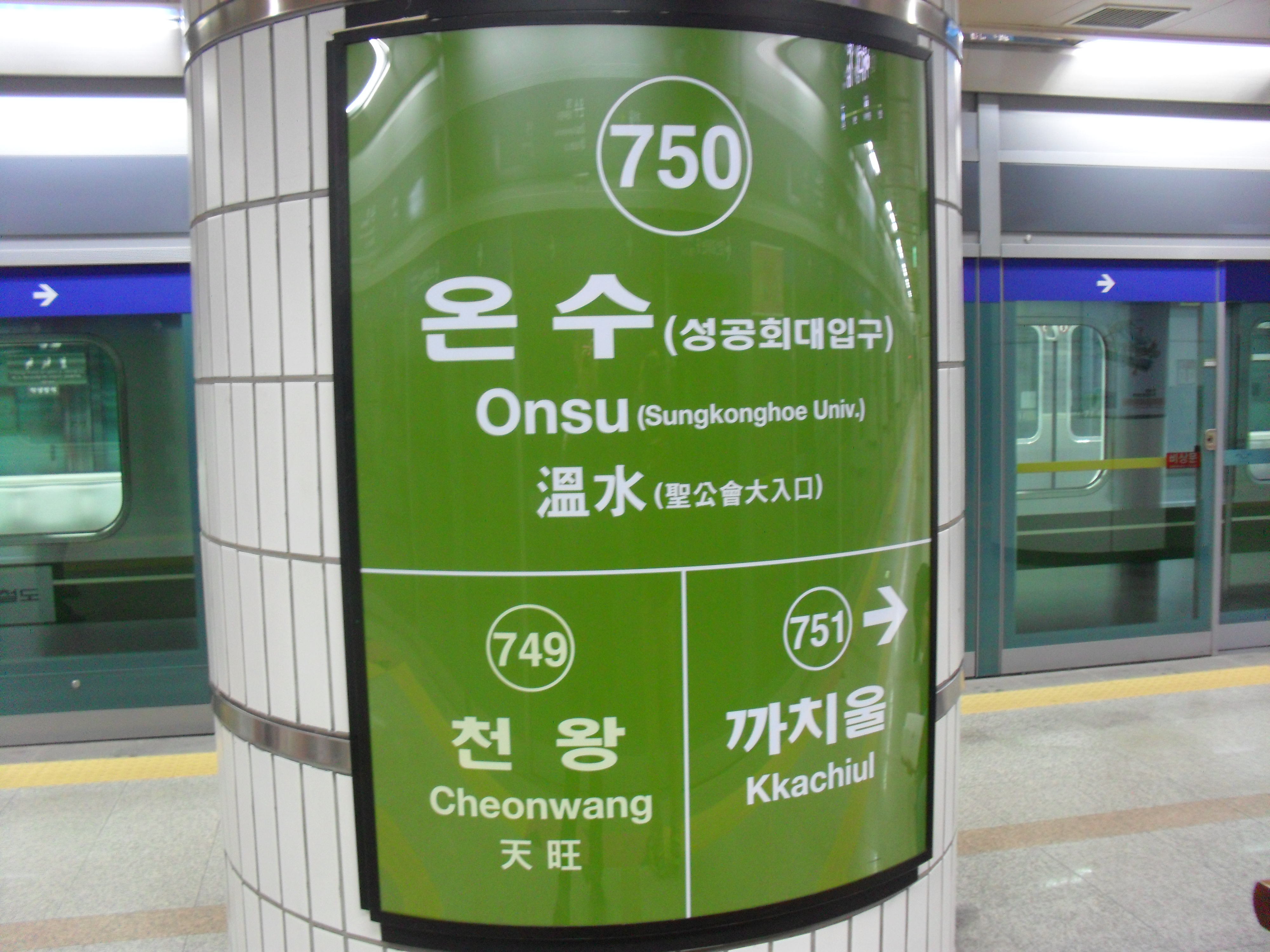
En 2012.
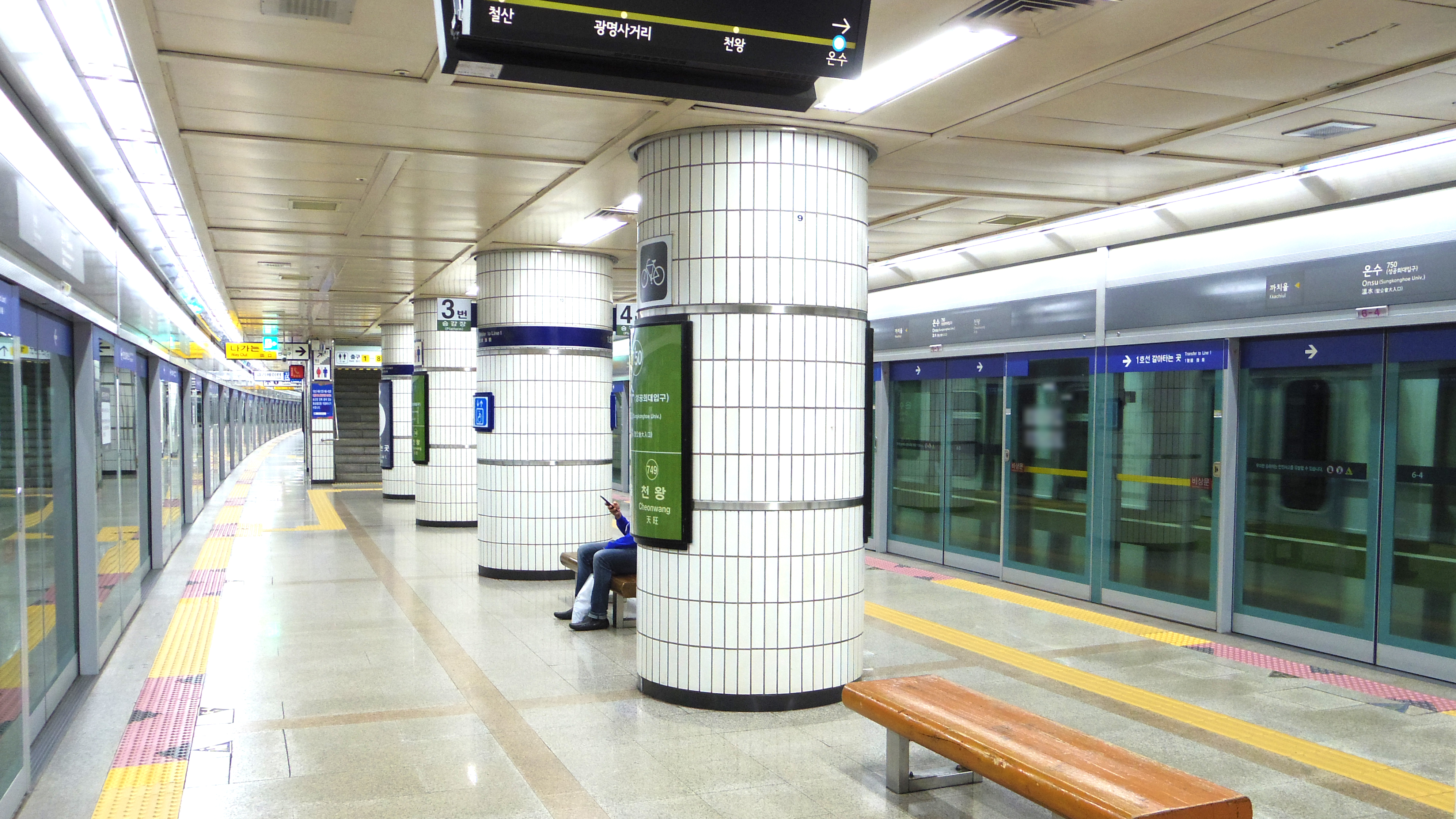
En 2019.

### Intermodalité
Des arrêts de bus sont situés à proximité.

## À proximité
Elle dessert notamment le parc écologique de Bucheon